# Heiner Mechling
Heinrich Mechling (* 25. Februar 1892 in Freiburg im Breisgau; † 27. Dezember 1976), auch „Heiner“ gerufen, war ein deutscher Fußballspieler.

## Karriere

### Vereine
Mechling gehörte von 1908 bis 1918 dem Freiburger FC an, für den er in den vom Verband Süddeutscher Fußball-Vereine organisierten Süddeutschen Meisterschaften im Südkreis Punktspiele bestritt, 1916 die Südkreismeisterschaft gewann, jedoch das Halbfinale in der Endrunde um die Süddeutsche Meisterschaft gegen den FC Pfalz Ludwigshafen – nach Hin- und Rückspiel – im Gesamtergebnis mit 3:9 verlor.
Mit der Übertragung der Leitung der Dänischen Vieh-Import-Gesellschaft gelangte er nach Hamburg und spielte die Saison 1918/19 für die KV Victoria/88 Hamburg in der regional höchsten Spielklasse, der A-Klasse, aus der er mit der Kriegsvereinigung als Meister hervorging. Infolgedessen bestritt er auch die vom 27. April bis 1. Juni 1919 vom Norddeutschen Fußball-Verband ausgetragene Meisterschaft, die mit dem 2:0-Finalsieg gegen den Bremer SC 91 gewonnen wurde.

### Nationalmannschaft
Für die A-Nationalmannschaft bestritt er zwei Länderspiele; beide Male gegen die Schweizer Nationalmannschaft. Das erste wurde am 5. Mai 1912 in St. Gallen mit 2:1 gewonnen, wobei er mit dem Treffer zum 2:0 in der neunten Minute sein erstes Tor erzielte. Die zweite Begegnung am 18. Mai 1913 in Freiburg im Breisgau ging mit 1:2 verloren. Der Ausbruch des Ersten Weltkriegs verhinderte weitere Einsätze für den DFB.

## Erfolge
- Norddeutscher Meister 1919
- Südkreismeister 1916